# LG Optimus Vu II
De LG Optimus Vu II is een high-end phablet van het bedrijf LG Electronics. Het Zuid-Koreaanse Conglomeraat introduceerde de minitablet op 29 september 2012 als opvolger van de LG Optimus Vu. Het toestel kwam uit in de kleuren zwart, wit en roze.
De Optimus Vu II heeft een aanraakscherm met een diagonaal van 5 inch met een beeldverhouding van 4:3. Daarmee is het toestel, vergeleken met andere smartphones, zeer breed. De phablet maakt gebruik van het besturingssysteem van de Amerikaanse zoekgigant Google, Android 4.0, ook wel Ice Cream Sandwich genoemd. LG heeft de Vu een eigen interface gegeven waarin op wit de nadruk ligt: de instellingen, het hoofdmenu en de notificatiebalk zijn allemaal in het wit. Ook bevat de Optimus Vu een stylus, een kenmerk vergelijkbaar met de Samsung Galaxy Note.